# Complejo ígneo de Bushveld

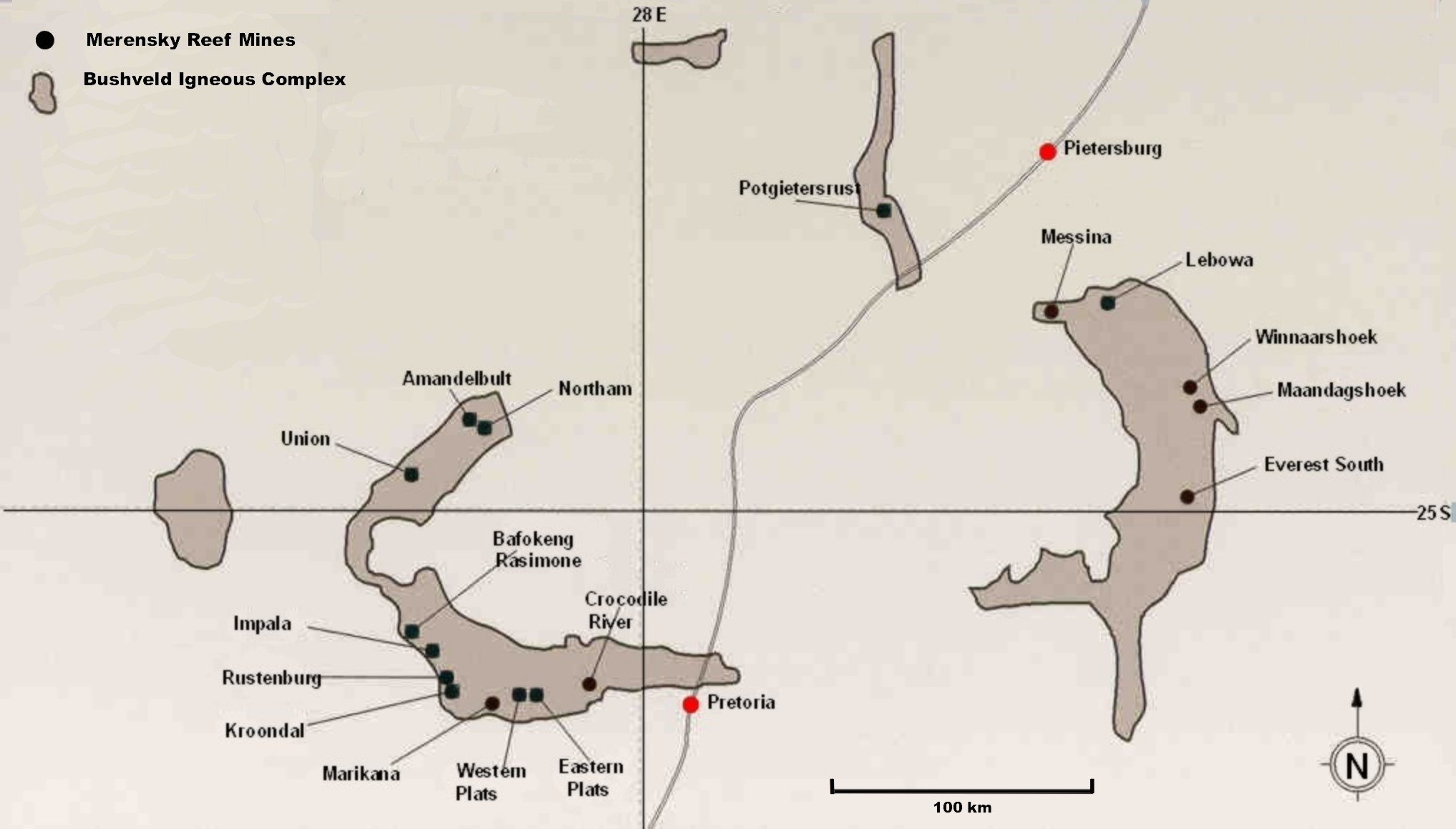
Mapa de minas del complejo ígneo de Bushveld.

El complejo ígneo de Bushveld (BIC, Bushveld Igneous Complex) es una estructura geológica situada en Sudáfrica formada hace 2.000 millones de años (Ma), y que posee distintos niveles, de los cuales tres son explotados para la extracción de metales del grupo del platino. La estructura se corresponde con una intrusión estratificada compuesta por anortosita, gabro, norita, peridotita y  piroxenita con una dimensiones de 450 x 350 km y un espesor de 9 km. En este yacimiento mineral se encuentran las mayores reservas mundiales de platino (Pt), cromo (Cr) y vanadio (V).